# 임직순
임직순(任直淳, 1921년 5월 30일 (1921년 음력 4월 19일) - 1996년 7월 27일)은 충청북도 충주시 출신의 서양화가이다. 니혼미술학교(日本美術學校) 유화과를 졸업하였다. 제2, 5, 6, 7, 8회, 국전에서 특선, 제5회 국전 때에는 대통령상을 수상했다. 국전 추천작가를 거쳐 심사위원을 역임했으며, 1967년 문예상을 수상했다. 조선대학교 교수로 재직하였다.
인상주의적인 화풍의 밝고 정감있는 색채를 구사하여 생활주변을 담담하게 표현하는 화가로서 완벽한 짜임새와 명암의 대비 등을 작품의 특징으로 삼는 그의 작품은 꽃과 소녀 시리즈가 많은 편이다.

## 참고 자료
임직순 디지털충주문화대전